# Powiat Hazu
Powiat Hazu (jap. 幡豆郡 Hazu-gun) – dawny powiat w Japonii, w prefekturze Aichi. W 2010 roku liczył 58 936 mieszkańców.

## Historia[2]

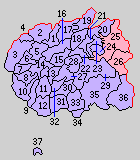
Powiat Hazu (1–13 – 1889 r.)

W pierwszym roku okresu Meiji na terenie powiatu znajdowało się 189 wiosek. Powiat został założony 20 grudnia 1878 roku. Wraz z utworzeniem nowego systemu administracyjnego 1 kwietnia 1889 roku powiat Hazu został podzielony na 1 miejscowość I 36 wiosek.
- 13 maja 1892: (3 miejscowości, 34 wioski)
  - wioska Isshiki (1.) zdobyła status miejscowości.
  - wioska Yokosuka zdobyła status miejscowości.
- 9 października 1893 – część wioski Terazu została włączona do wioski Okutsu.
- 8 listopada 1893 – wioska Heisaka (1.) zdobyła status miejscowości. (4miejscowości, 33 wioski)
- 1 maja 1906 – miały miejsce następujące połączenia: (1 miejscowość, 14 wiosek)
  - miejscowość Nishio, wioski Kumaku, Nishinomachi (część), Okutsu (część), Taihō (część) → miejscowość Nishio,
  - wioski Taihō (część), Rokugō, Toyoda, Isaki → wioska Fukuchi,
  - miejscowość Heisaka, wioski Nakabata, Nishinomachi (część), Okutsu (część) → wioska Heisaka (2.),
  - wioski Terazu, Nishizaki → wioska Terazu,
  - wioski Okuwa, Kawasaki, Fukibara → wioska Miwa,
  - miejscowość Isshiki, wioski Sakō, Ajisawa, Goho, Koromozaki → wioska Isshiki (2.),
  - wioski Yoshida, Yasusada, Miyazaki → wioska Yoshida,
  - miejscowość Yokosuka, wioski Ogiwara, Tomida, Seto, Kuriya → wioska Yokosuka,
  - wioski Hazu, Higashihazu → wioska Hazu,
  - wioski Matsuzaka, Toyokuni → wioska Toyosaka.
- 1 kwietnia 1913 – część wioski Heisaka została włączona do wioski Terazu.
- 1 października 1923 – wioska Isshiki (2.) zdobyła status miejscowości. (2 miejscowości, 13 wiosek)
- 1 stycznia 1924 – wioska Yoshida zdobyła status miejscowości. (3 miejscowości, 12 wiosek
- 1 października 1924 – wioska Heisaka (2.) zdobyła status miejscowości. (4 miejscowości, 11 wiosek)
- 1 października 1928 – wioska Hazu zdobyła status miejscowości. (5 miejscowości, 10 wiosek)
- 1 kwietnia 1929 – wioska Terazu zdobyła status miejscowości. (6 miejscowości, 9 wiosek)
- 1 września 1932 – wioska Muroba powiększtła się o teren wiosek Hirahara, Kemyō i Etake. (6 miejscowości, 6 wiosek)
- 1 grudnia 1952 – część wioski Fukuchi została włączona w teren miejscowości Nishio.
- 15 grudnia 1953 – miejscowość Nishio połączyło się z częścią miejscowości Heisaka i zdobyło status miasta. (5 miejscowości, 6 wiosek)
- 1 sierpnia 1954: (5 miejscowości, 4 wioski)
  - wioska Toyosaka została włączona w teren miejscowości Kōta (z powiatu Nukata).
  - wioska Sakushima została włączona do miejscowości Isshiki.
- 10 sierpnia 1954 – miejscowości Heisaka, Terazu i wioski Fukuchi oraz Muroba zostały włączone do miasta Nishio. (3 miejscowości, 2 wioski)
- 1 stycznia 1955 – wioska Miwa została włączona do miasta Nishio. (3 miejscowości, 1 wioska)
- 10 marca 1955 – w wyniku połączenia wioski Yokosuka i miejscowości Yoshida powstała miejscowość Kira. (3 miejscowości)
- 1 kwietnia 2011 – miejscowości Isshiki, Kira i Hazu zostały włączone w teren miasta Nishio. W wyniku tego połączenia powiat został rozwiązany.